# Горна Държина
Горна Държина, известна и като Бугарска Държина (на сръбски: Горња Држина или Gornja Držina), е село в Западните покрайнини, Сърбия. Влиза в състава на община Пирот, Пиротски окръг. През 2002 г. населението му е 29 души.

## География
Селото е разположено на левия бряг на река Ерма.

## История
През 1909 година Държина, която е център на енория, има 28 къщи, 41 венчила и 184 жители.

## Население
- 1948 – 269 жители.
- 1953 – 266 жители.
- 1961 – 195 жители.
- 1971 – 106 жители.
- 1981 – 76 жители.
- 1991 – 49 жители.
- 2002 – 29 жители.

Според преброяването от 2002 година 28 жители на селото са сърби, един - българин.

## Личности
Починали в Горна Държина
- Неделю Ан. Неделчев, български военен деец, поручик, загинал през Първата световна война[3]